# Quercus minima
Quercus minima es una especie arbórea de la familia de las fagáceas. Está clasificada en la Sección Quercus, que son los robles blancos de Europa, Asia y América del Norte. Tienen los estilos cortos; las bellotas maduran en 6 meses y tienen un sabor dulce y ligeramente amargo, el interior de la bellota tiene pelo. Las hojas carecen de una mayoría de cerdas en sus lóbulos, que suelen ser redondeados. 

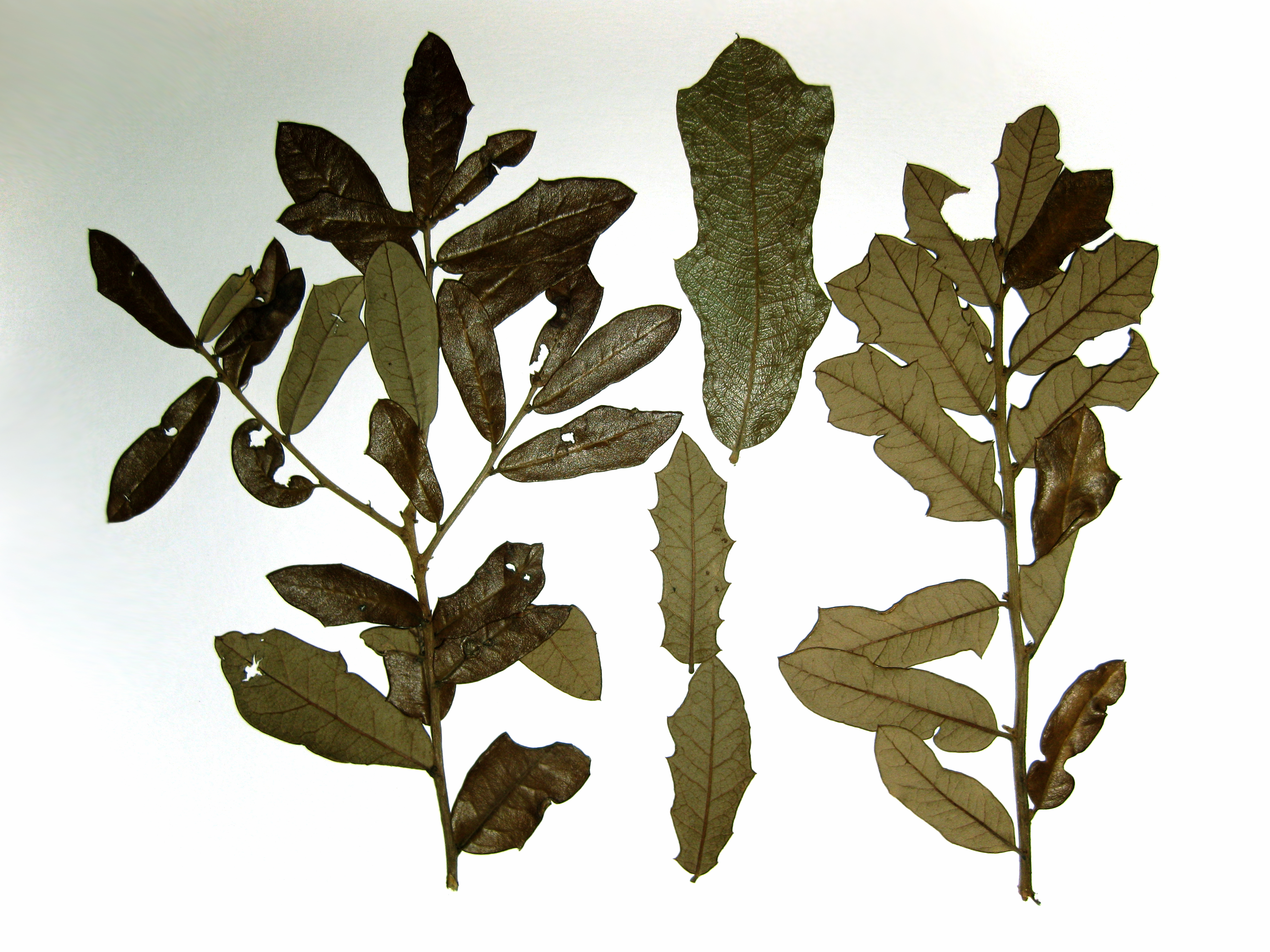
Quercus minima Hojas

## Descripción
Quercus minima es un árbol rizomatoso. El crecimiento es arbustivo, comúnmente formando extensas colonias clonadas. Las hojas son alternas, simples y enteras o con dientes o lóbulos irregulares. Los lóbulos, cuando están presentes, son por lo general con la columna vertebral en la punta. Las hojas se mantienen durante todo el invierno, cayendo justo antes o cuando el nuevo crecimiento se reanude a finales del invierno o principios de primavera. 

## Distribución
Es nativa del sureste de Estados Unidos desde Louisiana (posiblemente Tejas) hacia el este hasta la Florida y hacia el norte a lo largo de la planicie costera de Virginia.

## Taxonomía
Quercus minima fue descrita por (Sarg.) Small y publicado en Bulletin of the Torrey Botanical Club 24(9): 438. 1897.
Etimología
Quercus: nombre genérico del latín que designaba igualmente al roble y a la encina.
minima: epíteto latíno que significa "de color gris".
Sinonimia
- Quercus andromeda f. nana Trel.
- Quercus geminata var. succulenta (Small) Trel.
- Quercus pygmaea (Sarg.) Ashe
- Quercus succulenta Small
- Quercus virens var. dentata Chapm.
- Quercus virginiana subsp. dentata (Chapm.) A.E.Murray
- Quercus virginiana var. dentata (Chapm.) Sarg.
- Quercus virginiana var. minima Sarg.
- Quercus virginiana var. pygmaea Sarg.[5][6]